# Premna ligustroides
Premna ligustroides là một loài thực vật có hoa trong họ Hoa môi. Loài này được Hemsl. miêu tả khoa học đầu tiên năm 1890.